# Leptopogon taczanowskii
Leptopogon taczanowskii é uma espécie de ave da família Tyrannidae.
É endémica do Peru.
Os seus habitats naturais são: regiões subtropicais ou tropicais húmidas de alta altitude.